# Salvador Ordóñez
Salvador Ordóñez Delgado (Riospaso, Asturias; 17 de junio de 1946) es un geólogo español. Fue rector de la Universidad de Alicante y, posteriormente, rector de la Universidad Internacional Menéndez Pelayo.

## Biografía
Es licenciado en Ciencias Geológicas por la Universidad Complutense de Madrid, donde se doctoró en 1974, con premio extraordinario (tesis:Estudio petrológico de los materiales antemesozoicos del centro-sur de la provincia de Salamanca), e impartió clase como profesor ayudante, numerario y titular entre 1974 y 1992, año en el que se incorporó a la Universidad de Alicante como catedrático de Petrología y Geoquímica en el Departamento de Ciencias de la Tierra y del Medio Ambiente. Ha sido vicedecano durante siete años y decano en funciones de la Facultad de Ciencias Geológicas de la Universidad Complutense. Ha presidido el Ilustre Colegio Oficial de Geólogos de España y ha sido vicedecano de la facultad de Ciencias Biológicas en Alicante. Ocupó el cargo de rector de la Universidad de Alicante desde el 14 de junio de 2001 hasta que fue nombrado secretario de Estado de Universidades e Investigación el 20 de abril de 2004. El 9 de mayo de 2006 le sustituyó en el cargo el catedrático Miguel Ángel Quintanilla.
El 17 de noviembre de 2006 fue nombrado rector de la UIMP. El 5 de diciembre de 2012 anuncia su dimisión en dicho cargo de la institución.

## Obra
- Mingarro Martín, F. y Ordóñez Delgado, S. (1982) Petrología exógena. Hipergénesis y sedimentogénesis alóctona. Rueda. 403 págs. ISBN 84-7207-022-0
- Ordóñez Delgado, S.; Cañaveras Jiménez, J. C.; Bernabéu Gonzalvez, A. y Benavente García, D. (2000) Introducción a la cristalografía práctica. Universidad de Alicante. Servicio de Publicaciones. 202 págs. ISBN 978-84-7908-503-2